# Okres Bełchatów
Okres Bełchatów (polsky Powiat bełchatowski) je okres v polském Lodžském vojvodství. Rozlohu má 967,61 km² a v roce 2023 zde žilo 108 599 obyvatel. Sídlem správy okresu je město Bełchatów.

## Gminy
Městská:
- Bełchatów

Městsko-vesnická:
- Zelów

Vesnické:
- Bełchatów
- Drużbice
- Kleszczów
- Kluki
- Rusiec
- Szczerców

## Města
- Bełchatów
- Zelów

## Sousední okresy
| Růžice kompasu | Łask   | Pabianice       | Lodž východ | Růžice kompasu |
| Růžice kompasu | Łask   | Sever           | Piotrków    | Růžice kompasu |
| Růžice kompasu | Łask   | Okres Bełchatów | Piotrków    | Růžice kompasu |
| Růžice kompasu | Łask   | Jih             | Piotrków    | Růžice kompasu |
| Růžice kompasu | Wieluń | Pajęczno        | Radomsko    | Růžice kompasu |